# Миодраг Табачки
Миодраг Табачки (Кикинда, 1. мај 1947), српски је сценограф, костимограф, универзитетски професор и академик САНУ. Аутор је преко 300 сценографија и 100 костимографија за драмске, балетске, оперске и луткарске представе. Освојио је бројне националне награде. Члан је удружења за културу, уметност и међународну сарадњу „Адлигат”.

## Биографија
Породица Табачки је пореклом из Призрена. У Зрењанину су чланови породице забележени од када постоје пописи становништва. Презиме Табачки је изведено на основу припадности чланова породице табачком еснафу (крзнари).
Отац Љубомир је био професор историје а мајка Зорица учитељица. Основно и средњошколско образовање Табачки завршава у Перлезу и Зрењанину. Војску је служио као радиотелеграфиста у Загребу.
Дипломирао је архитектуру на Архитектонском факултету Универзитета у Београду 1972. године, те две године касније сценографију на Факултету примењених уметности.
По завршетку студија предаје у Грађевинском школском центру у Београду, новосадском Позоришту младих и Телевизији Нови Сад завршно са 1978. Табачки је каријеру започео 1973. године сценографијом за представу „То се никад не зна” Бернарда Шоа.
Почиње да предаје сценографију и костимографију на Факултету драмских уметности 1978. где пролази кроз сва звања  у настави. Предавао је и на Факултету драмских умјетности на Цетињу. Гостујући је професор на бројним факултетима у САД и на Трент универзитету у Нотингему.
Аутор је преко 300 сценографија и 100 костимографија. Поред реализованих пројеката у Србији и бившој Југославији, радио је у Немачкој, Белгији, Италији, Бугарској, Словачкој, Чешкој и другим земљама.
Излагао је у Новом Саду, Сплиту, Сарајеву, Загребу, Београду, Скопљу, Паризу, Будимпешти, Клермон-Ферану, Дортмунду, Њу Орлеансу, Тел Авиву, Манили, Сеулу.
Члан је Комисије за сценографију ОИСТАТ-а Светског удружења сценографа и костимографа. Био је члан жирија Фестивалу професионалних позоришта Војводине.
Учествовао је на Квадријеналу сценографије и костимографије у Прагу 1979, 1983, 1987. и 1991. Табачки је учествовао на симпозијумима OISTAT-a у Сеулу 1977, Токију 1998, Тел Авиву 1999, Манили 2000, Њу Орлеансу 2002.
Поред редитеља Душана Макавајева, једини је почасни доктор Факултета драмских уметности.
Једини је српски уметник који има одредница у Светској енциклопедији уметности спектакла друге половине 20. века и једини сценограф који је излагао у Галерији САНУ.
Гордана Поповић Васић и Ирина Суботић су о Табачком написале обимну, богато иустровану монографију „Миодраг Табачки”. Књига је освојила Golden Pen Award за 2005. годину.
Називан је „највећим сценографом и костимографом јужнословенског подручја”.
Рестоспектива позоришних радова Табачког била је изложена 2020. у Галерији Хаос.
Написао је „Аутомонографију” 2012. године.
Пријатељ је са Радетом Шербеџијом.

## Награде
- Стеријина награда, 1982, 1996, 1996 и 1999.[3]
- Почасни доктор Факултета драмских уметности
- Награда за изложбу из фонда Иван Табаковић[16]
- Годишња награда УЛУПУДС-а, 1978, 1985, 1990, 1997.[3]
- Златна медаља на балетском бијеналу у Љубљани, 1985.[17]
- Сребрна плакета на интернационалном тријеналу сценографије и костимографије у Новом Саду, 1990.[17]
- Награда УЛУДУПС-а за животно дело, 1998, 1999. и 2001.[3]
- Златан ловоров вијенац на Фестивалу малих и експерименталних сцена у Сарајеву 1982.[3]
- Златна плакету на Балетском бијеналу у Љубљани 1985.[3]
- Сребрна плакету на Интернационалном тријеналу сценографије и костимографије у Новом Саду 1990.[3]
- Награда „Орфеј“ Народног позоришта Ужице, 1995.[3]
- Пет награда „Ардалион“ Народног позоришта Ужице[3]
- Награда на међународном фестивалу малих сцена у Ријеци, 2005. и 2011.[18]
- Статуета Јоаким Вујић, 2011.[19]
- Награда града Зрењанина[20]

## Одабране представе
- „Фројлајн Ана”, 1973, Српско народно позориште
- „Васа Железнова”, Народно позориште[21]
- „Уносно место”, ЈДП, 2014.[21]
- „Виолиниста на крову”, сцена Музичког театра у Софији[21]
- „Кармина Бурана”, Сарајевско народно позориште[21]
- „Николетина”, 1974.[3]
- „Тврдица”, 1978, израдио и костим[3]
- „Преноћиште”, 1979, израдио и костим и урадио сликарске радове[3]
- „Дон Жуан”, 1984.[3]
- „Хеда Габлер”, 1984.[3]
- „Дон Жуан у паклу”, 1986.[3]
- „Љубинко и Десанка”, 1986.[3]
- „Cuba Libre”, 2001.[3]
- „Еро с онога свијетa”, 2003.[3]